# Giełdon
Giełdon (dodatkowa nazwa w j. kaszub. Dżełdón, niem. Gildon) – wieś w Polsce położona w województwie pomorskim, w powiecie chojnickim, w gminie Brusy na wschodnim krańcu Zaborskiego Parku Krajobrazowego. Wieś wchodzi w skład sołectwa Męcikał. Giełdon położony jest nad jeziorem Trzemeszno. Na terenie wsi znajduje się siedziba leśnictwa Okręglik, należącego do nadleśnictwa Czersk.
W latach 1975–1998 miejscowość administracyjnie należała do województwa bydgoskiego.